# フィンランド獅子勲章
フィンランド獅子勲章（フィンランド語: Suomen Leijonan ritarikunta ; スウェーデン語: Finlands Lejons orden ; 英: Order of the Lion of Finland）は、フィンランドの3つの公式勲章のひとつで、ほかに自由十字勲章およびフィンランド白薔薇勲章がある。同国大統領は3つすべてのグランドマスターとされ、フィンランド獅子勲章星章を着ける。等級ごとの選考委員会が掌握し、少なくとも4人の内訳は首相と副首相ほか。フィンランド白薔薇勲章とフィンランド獅子勲章の選は合同委員会による。

## 等級
フィンランド獅子勲章は次の等級を設ける。
- 司令官章、グランドクロス
- 司令官章、ファーストクラス
- 司令官章
- プロフィンランド章（芸術家や作家に授与）
- 騎士章、ファーストクラス
- 騎士章
- 十字章

## 関連文献
- Finnish Orders of Merit: 100 Years. Helsinki: National Archives of Finland, The Orders of the White Rose of Finland and the Lion of Finland, The Order of the Cross of Liberty. (2018). ISBN 978-952-7323-00-7 3つの勲章の解説書。
- A Guide to the Orders and Decorations of Finland. Helsinki: The Orders of the White Rose of Finland and the Lion of Finland. (2017). ISBN 978-951-37-7191-1 白薔薇勲章と獅子勲章の解説書。